# Dambel
Dambel (Nones: Dambel, deutsch veraltet: Nombel, Latein: Ambulum) ist eine italienische Gemeinde (comune) mit 406 Einwohnern (Stand: 31. Dezember 2023) in der Provinz Trient, Region Trentino-Südtirol. Sie gehört zur Talgemeinschaft Comunità della Val di Non.

## Geographie
Dambel liegt etwa 37,5 Kilometer nordnordwestlich von Trient im oberen Nonstal auf der orographisch linken Seite des Torrente Novella auf 751 m s.l.m.